# Дворкин, Карп Акимович
Карп Акимович Дворкин (1909—1977) — советский учёный-химик в системе атомной промышленности, к.т. н. (1949); Лауреат Ленинской премии (1961) и Сталинской премии (1954).

## Биография
Родился 6 января 1909 года в посёлке Ляды Краснинского уезда Смоленской губернии.
С 1937 года после окончания Химического факультета Ленинградского государственного университета по специальности химик-неорганик был — научным сотрудником Лаборатории электрохимии Государственного института прикладной химии и ассистентом кафедры неограниченной химии Химического факультета ЛГУ.
С 1941 по 1945 годы — офицер в РККА, участник Великой Отечественной войны на Волховском и Ленинградском фронтах — старший помощник начальника Химического отдела 8-й армии, 30 ноября 1944 года за выполнение боевой задачи командования был награждён орденом Красной Звезды.
С 1949 года на закрытых объектах атомной промышленности СССР — научный сотрудник и заместитель начальника Сектора Лаборатории измерительных приборов АН СССР. С 1951 года направлен в закрытый город Свердловск-45 назначен начальником Химической лаборатории, с 1956 года начальник Специальной химической лаборатории (СХЛ) Завода № 418 МСМ СССР.
С 1951 года одновременно с основной деятельностью преподавал и был членом Учёного совета Отделения № 3 МИФИ. С 1964 года старший научный сотрудник Ленинградского физико-технического института им. А. Ф. Иоффе.
Умер 28 июня 1977 года в Ленинграде.

## Награды
Источники:

### Ордена
- Орден Красной Звезды (1944)

### Премии
- Ленинская премия (1961)
- Сталинская премия III ст. (1954) — «За разработку и внедрение в промышленность электромагнитного метода разделения изотопов и получение этим методом лития-6»

### Медали
- Медаль «За оборону Ленинграда» (1943)
- Медаль «За победу над Германией в Великой Отечественной войне 1941—1945 гг.» (1945)